# بوخلو (سقز)
قرية بوخلو (بالكردية: بۆخەڵوو) هي إحدى القرى التابعة لـتشل تشمه الغربي في ريف قسم سرشيو من مقاطعة سقز، في محافظة كردستان الإيرانية.

## السكان
حسب إحصاءات سنة 2006، بلغ إجمالي السكان في بوخلو 252 نسمة وعدد المساكن 41 مسكن. لغة سكان بوخلو هي اللغة الكردية و هم من أهل السنة والجماعة والمذهب الشافعي.